# Federal Bureau of Narcotics
Le Federal Bureau of Narcotics (FBN) est une ancienne agence du département du Trésor des États-Unis créée par une loi du 14 juin 1930 consolidant les fonctions de l'Office fédéral de contrôle des stupéfiants et de la Division des stupéfiants qui avaient été créés pour assumer l'application de la Harrison Narcotics Tax Act de 1914 et du Narcotic Drugs Import and Export Act (alias Jones-Miller Act) de 1922.       
Le premier commissaire, Harry J. Anslinger, est nommé par le secrétaire au Trésor Andrew Mellon sous le président Herbert Hoover. Sous Anslinger, le bureau fait pression pour des sanctions sévères pour l'usage de drogues. Le FBN est connu pour avoir criminalisé des drogues telles que la marijuana avec la Marijuana Tax Act de 1937, ainsi que pour avoir renforcé la Harrison Narcotics Tax Act de 1914. Malgré cela, le FBN se concentre principalement sur la lutte contre la contrebande d'opium et d'héroïne comme avec l'Opium Poppy Control Act de 1942. À cette fin, le FBN établi au fil du temps plusieurs bureaux à l'étranger en France, en Italie, en Turquie, à Beyrouth, en Thaïlande et dans d'autres points chauds de la contrebande internationale de stupéfiants. Ces agents (ne totalisant jamais plus de 17) ont coopéré avec les agences locales de lutte contre la drogue pour recueillir des renseignements sur les passeurs et ont également fait des infiltrations secrètes localement. La lutte contre l'héroïne et l'opium a cependant été entravée par des considérations de politique étrangère américaine : pendant la guerre du Viêt Nam par exemple, une grande importance a été accordée aux enquêtes sur les contrebandiers vietnamiens mineurs qui pourraient être liés à la résistance tandis que les enquêtes sur les gros contrebandiers thaïlandais ont été laissées inachevées, la Thaïlande était un pays allié aux Américains. 
Anslinger prend sa retraite en 1962 et est remplacé par Henry Giordano, qui était le commissaire du FBN jusqu'à sa fusion en 1968 avec le Bureau of Drug Abuse Control, une agence de la Food and Drug Administration, pour former le Bureau des narcotiques et des drogues dangereuses (Bureau of Narcotics and Dangerous Drugs), une agence du ministère de la Justice des États-Unis. Le BNDD est un prédécesseur de l'actuel Drug Enforcement Administration (DEA).   

## Voir également
- Sherman v. United States (en), une affaire de la Cour suprême des États-Unis impliquant le Bureau.
- Liste des organismes fédéraux chargés de l'application des lois aux États-Unis
- George H. White
- French Connection
- Jacques Voignier (en)